# Albert Renger-Patzsch
Albert Renger-Patzsch (Würzburg, 22 giugno 1897 – Wamel, 27 settembre 1966) è stato un fotografo tedesco, il cui stile è stato associato alla corrente artistica chiamata Nuova oggettività.

## Biografia
Nato a Würzburg nel 1897, Renger-Patzsch ha iniziato a fotografare molto precocemente, attorno ai dodici anni di età.

Dopo il servizio militare nella Prima Guerra Mondiale studiò chimica al Königlich-Sächsisches Polytechnikum di Dresda. All'inizio degli anni '20 ha lavorato come fotografo per il Chicago Tribune prima di intraprendere la propria carriera e diventare un libero professionista. Nel 1925 pubblica anche un libro dal titolo Das Chorgestühl von Kappenberg. Due anni dopo espone per la prima volta le sue opere a Lubecca.
Nel 1928 dà alle stampe un secondo volume, Die Welt ist schön (Il mondo è bello), che rimane la sua pubblicazione più nota. Il volume è una raccolta di una raccolta di cento fotografie in cui le forme naturali, i soggetti industriali e gli oggetti vengono presentati con la chiarezza delle illustrazioni scientifiche. Il titolo del libro è stato scelto dal suo editore; Il titolo preferito di Renger-Patzsch per la raccolta era Die Dinge ("Le cose")..
Nel suo stile fortemente focalizzato e concreto, il suo lavoro esemplifica l'estetica della Nuova Oggettività che fiorì nelle arti in Germania durante la Repubblica di Weimar. Così come accadde con Edward Weston negli Stati Uniti, Renger-Patzsch credeva che il valore della fotografia fosse nella sua capacità di riprodurre la trama della realtà e di rappresentare l'essenza di un oggetto. 
Scriveva infatti: "Il segreto di una buona fotografia - che, come un'opera d'arte, può avere qualità estetiche - è il suo realismo. Lasciamo dunque l'arte agli artisti e cerchiamo di creare fotografie che dureranno per le loro qualità fotografiche, con i mezzi propri della fotografia, senza prendere in prestito dall'arte".
Tra le sue opere degli anni '20 ci sono Echeoeria (1922) e Testa di vipera (ca. 1925). Durante gli anni '30 Renger-Patzsch realizzò fotografie per l'industria e la pubblicità. I suoi archivi furono distrutti durante la seconda Guerra Mondiale. Nel 1944 si trasferì a Wamel, Möhnesee, dove visse il resto della sua vita.